# Euphorbia nutans
Euphorbia nutans es una especie fanerógama perteneciente a la familia de las euforbiáceas. Es nativa de la región oriental de Estados Unidos y partes de América del Sur.

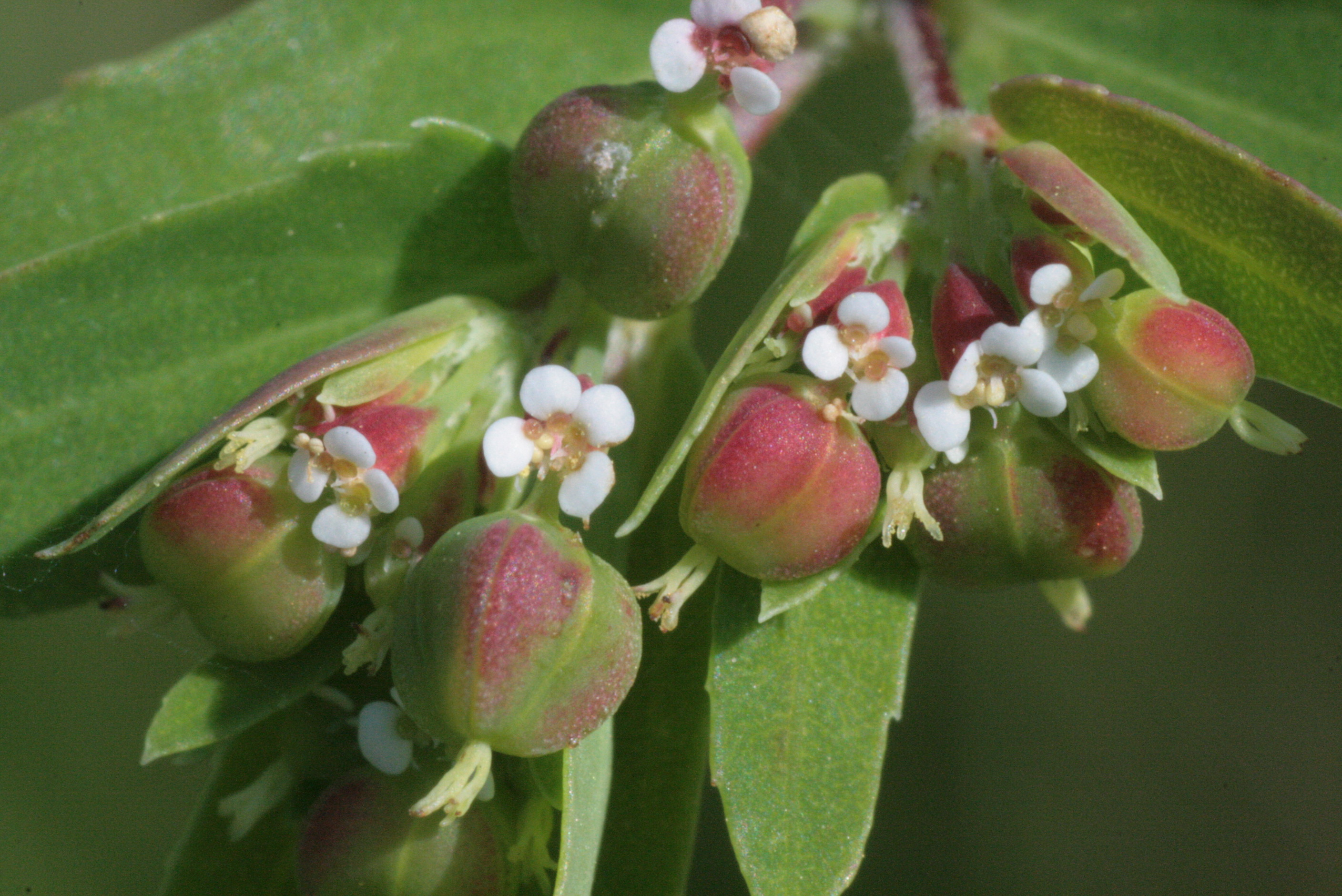
Detalle de los ciatos

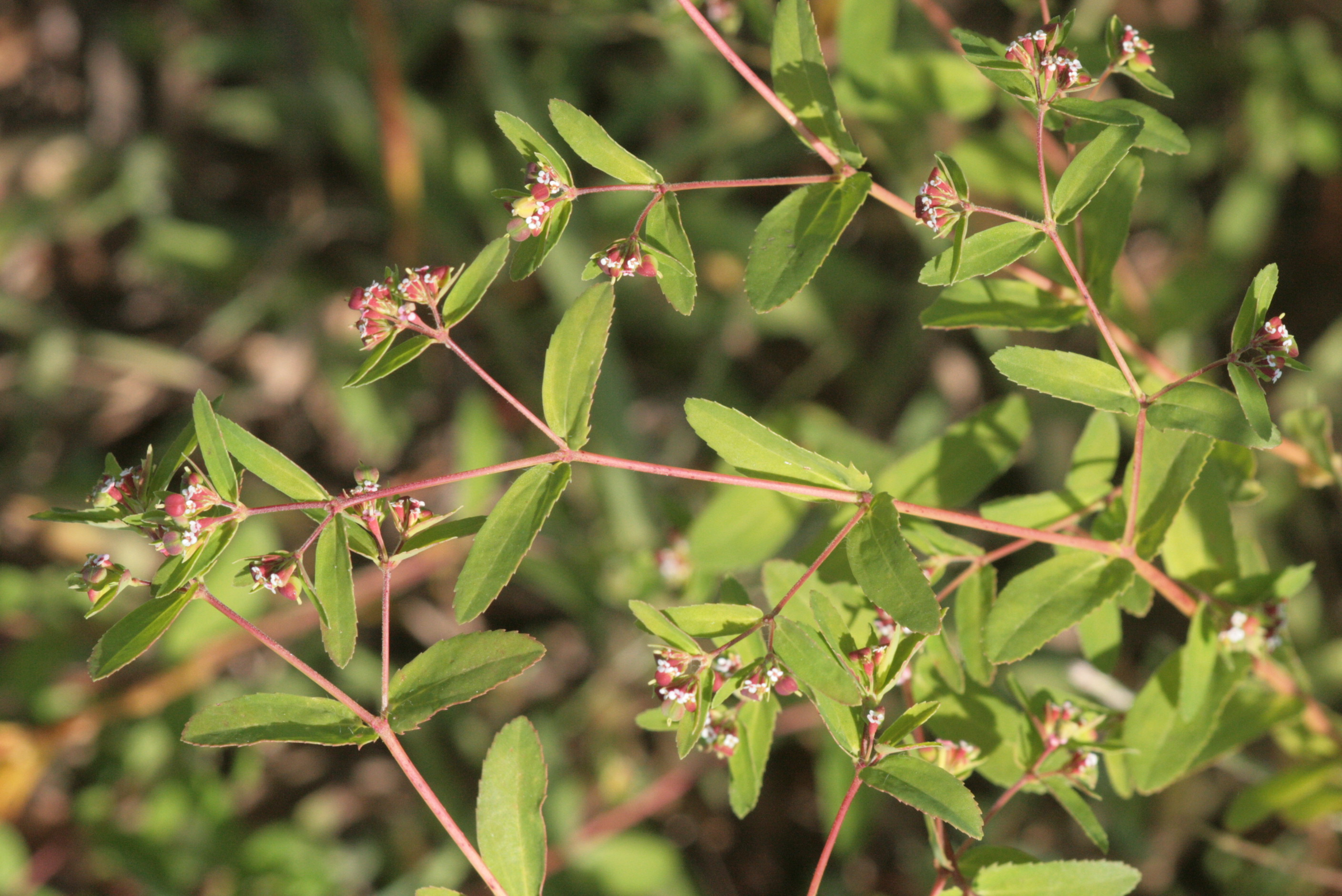
Vista de la planta

## Descripción
Esta es una hierba anual de crecimiento erecto, con pares de hojas oblongas a lo largo de sus tallos.  La hoja puede ser de hasta 3,5 centímetros de largo, peluda o lampiña, y finamente dentadas.  La inflorescencia puede ser solitaria o en grupos.  Cada inflorescencia es una ciatio, con planos de color blanco o rojo y apéndices de flores en torno a la real. En el centro de la serie de apéndices son varias flores masculinas que rodean una flor femenina.  Esta último se desarrolla en una fruta, que es una cápsula de aproximadamente 2 milímetros de ancho.

## Hábitat
Es conocida como una mala hierba en las partes de su área de distribución, así como en las zonas donde se ha introducido.

## Taxonomía
Euphorbia nutans fue descrita por Mariano Lagasca y publicado en Genera et species plantarum 17. 1816.
Etimología
Euphorbia: nombre genérico que deriva del médico griego del rey Juba II de Mauritania (52 a 50 a. C. - 23), Euphorbus, en su honor – o en alusión a su gran vientre –  ya que usaba médicamente Euphorbia resinifera. En 1753 Carlos Linneo asignó el nombre a todo el género.
nutans: epíteto latino que significa "con cabezas"
Sinonimia
- Chamaesyce nutans (Lag.) Small (1903).
- Tithymalus nutans (Lag.) Samp. (1931).
- Euphorbia androsaemifolia J.Presl & C.Presl (1822), nom. illeg.
- Euphorbia preslii Guss. (1827).
- Euphorbia refracta Lowe (1838).
- Euphorbia trinervis Bertol. (1842).
- Euphorbia hypericifolia var. communis Engelm. in W.H.Emory (1858).
- Euphorbia preslii var. glaberrima Boiss. in A.P.de Candolle (1862), nom. nud.
- Chamaesyce preslii (Guss.) Arthur (1911).
- Chamaesyce lansingii Millsp. (1913).
- Euphorbia gibraltarica Wolley-Dod (1914).
- Euphorbia nutans var. glaberrima Thell. in P.F.A.Ascherson & K.O.R.Graebner (1917).
- Euphorbia pseudonutans Thell. in P.F.A.Ascherson & P.Graebner (1917).
- Euphorbia preslii var. andicola Danguy & Cherm. (1922).
- Euphorbia lansingii (Millsp.) Brühl (1934).
- Euphorbia potosina var. lamasis Carvajal & Lomelí (1981).[6]